# Унівська друкарня
Унівська друкáрня — видавничий заклад, що діяв при монастирі в селі Уневі (Перемишлянський район Львівської области).

## Відомості
Заснована на базі Львівської друкарні єпископа Арсенія Желиборського, діяла у 1648–1699 і 1732–1770 рр. (у 1669 та 1672 роках Варлаам (Шептицький) отримав від короля Міхала Вишневецького дозвіл на її відкриття).
Друкувала книги старослов'янською і українською мовами (у тому числі букварі, твори Теодосія Софоновича, Кирила Ставровецького, україномовне «Житіє святого Володимира»). Видала також переклади митрополита Досифея Сучавського зі старослов'янської на румунську мову.
Керівниками Унівської друкарні в різний час були відомі українські друкарі Андрій Скольський, Д. Кульчицький, Семен Ставницький.
Унівська друкарня була провінційною, існувала при давнім Успенськім монастиреві в с. Уневі поблизу Перемишлян (нині Перемишлянського району Львівської області)
Єпископ Львівський Арсеній Желіборський (у світі Андрій) у 1644 році заснував у Львові власну нову друкарню, але політична завірюха не дала їй змоги розвинутися. З часом Арсеній Желіборський, вже як архімандрит Унівський, перевіз свою друкарню зі Львова до Унева. Сюди ж зі Львова перейшов і управитель друкарні Андрій Скульський, який у 1651 році на інквізиції підтвердив, що жив він в Уневі і займався друкарством. Однак унівські друки за цей час до нас не дійшли.
Первенцем унівського друку, що дійшов до нас, були «Петныи Акафісты», котрі вийшли у світ 25 травня 1660. На книжці зазначено, що вона виходить «Благословенієм и накладом ясне в Христе превел, єго мл. господина отца Арсеніа Желиборского…». Шрифт видань із львівської друкарні Желиборського і друкарні унівської — цілком однаковий.
Це дає нам повну змогу вважати єпископа Арсенія Желиборського за фундатора Унівської друкарні. Але Желіборський не встиг більше нічого видрукувати у своїй Унівській друкарні — він помер 1663. Відновив унівське друкарство вже архімандрит Варлаам Шептицький. 21 жовтня 1670 року вийшла нова книжка — перша за його архімандритства — «Выклад о церкви святой». На с. 13 знаходимо передмову до чителника, а під нею підпис: «Симеон Ставницкій, типограф».
Львівське Братство зараз же «потягло» архімандрита Шептицького до надвірного королівського суду; а до вирішення справи заборонило друкувати в монастирі.
З 1678 року Варлаам Шептицький знову розпочинає друкування в Унівському монастирі. Цього року вийшов Псалтир з поміткою «За привилеєм єго королевской милости»; на останній стор. підписався друкар «Димитрій Кулчицкій, гисер и типограф уневскій». До своєї смерті (1715) Варлаам Шептицький (з 1710 єпископ Львівський УГКЦ) вільно друкував в Унівській друкарні потрібні книжки.
Новий єпископ Атанасій (Шептицький) відновив друкарство в Уневі і 1732 випустив «Собраніє припадков», а 1733 — Служебник. Братство не хотіло поступитися і розпочався знову довгий процес з Атанасієм Шептицьким (з 1729 він став митрополитом). І тільки 31 жовтня 1740 закінчився суд — митрополитові дозволялося друкувати лише такі книжки, яких Братство ніколи не друкувало; а свої видання Братство мало друкувати й надалі. Звичайно, це був тяжкий удар для Унівської друкарні.
Існувала Унівська друкарня й далі під недремним оком ревнивої Львівської Ставропигії. Ймовірно, Ставропигія вчинила ще якийсь процес і вже 1770 Унівській друкарні не було чого робити. Схиляємось до думки А. Петрушевича (за Д. Зубрицьким), що «продала Унівська Архимандрія свою Типографію Почаївській обителі, про що свідчить зовнішня схожість типів обидвох типографій».
Унівська друкарня — єдина з позальвівських друкарень, що так довго існувала, — з постійними й великими перервами понад сто років. Випустила ця друкарня понад 25 книжок, правда другорядних, що особливого значення в історії нашої культури не мають. Львівська братська друкарня своїми процесами не дала нормально розвинутися друкарні Унівській і після 1770 вона цілком занепала.